# Рарз
Рарз (тадж. Рарз) — горный посёлок в Таджикистане.
Расположен на южном склоне Зеравшанского хребта.
Является административным центром сельской общины (тадж. ҷамоати деҳот) Айнинского района Согдийской области куда входят деревни Фатмев, Испагн, Сайрон, Гузари Бод, Похут, Шаватки Боло, Шаватки Поен, Фатмовут и Рарз включительно, с общей численностью населения 8507 человек.
Подвержен частым стихийным бедствиям: (обвалам, камнепадам).
Среднедушевой доход в 2004 году по джамоату Рарз — 1,41 сомони в день (0,47 доллара США). Доля имеющих место работы среди населения трудоспособных возрастов — 62,8. Доля имеющих место работы среди женщин трудоспособного возраста — 49,1. Доля грамотного взрослого населения 98 % (2004). В среднем, по джамоату доля лиц с высшим образованиям достигает 5—5,3 %, а среди женщин она ещё меньше — 1,4—2,9 %.
В посёлке сохранились минарет и резные колонны, эпохи исламо-иранской цивилизации.